# Рубежное шоссе
Рубе́жное шоссе́ — шоссе в городе Колпино Колпинского района Санкт-Петербурга. Проходит от Вознесенского шоссе до Оборонной улицы.

## История
Шоссе начали строить в начале 2017 года, чтобы связать продолжение Оборонной улицы с Вознесенским шоссе.
25 декабря 2018 года открылось рабочее движение по части дороги, а через год, 12 декабря 2019 года, состоялось открытие магистрали в полном объёме. При строительстве созданы заделы под перекресток с гипотетическим продолжением улицы Ремизова и продолжением Оборонной улицы в сторону Петрозаводского шоссе.
Летом 2019 года топонимическая комиссия рекомендовала присвоить дороге название Рубежное шоссе — в связи с тем, что шоссе «пересекает Колпинский оборонный рубеж, существовавший во время Великой Отечественной войны». 22 апреля 2020 года название было официально утверждено.

## Застройка
- № 10 — жилой дом (2020[7])
- № 12 — жилой дом (2023[8])

## Пересечения
- Вознесенское шоссе
- Понтонный проезд
- Оборонная улица